# Eucalyptus helidonica
Eucalyptus helidonica är en myrtenväxtart som beskrevs av Kenneth D. Hill. Eucalyptus helidonica ingår i släktet Eucalyptus och familjen myrtenväxter. Inga underarter finns listade i Catalogue of Life.